# Stockfälla

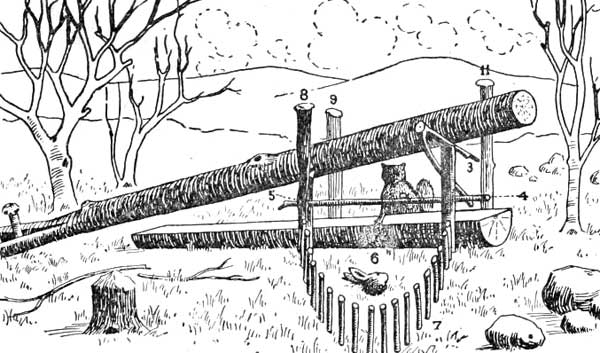
Djur på väg in i slagstockfälla.

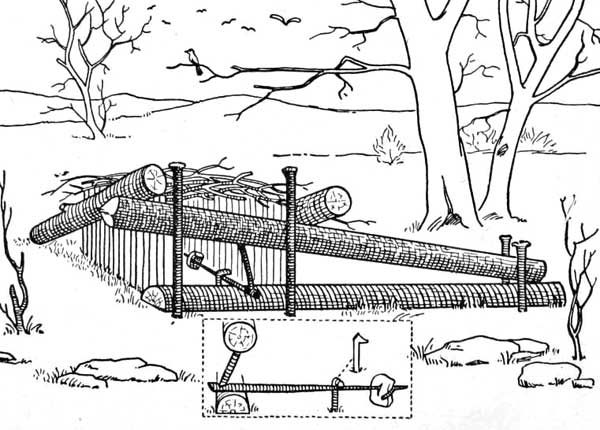
Slagstockfälla

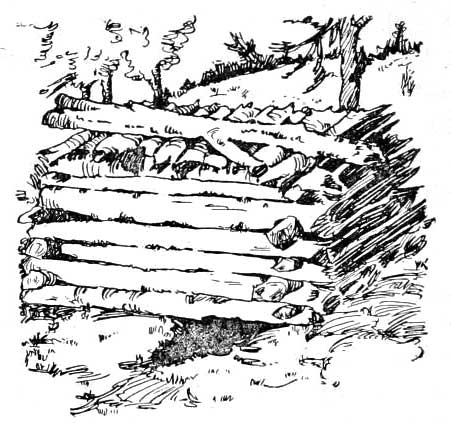
Stockfälla för att stänga in markgående fåglar som vilda kalkoner, fasaner och vaktlar.

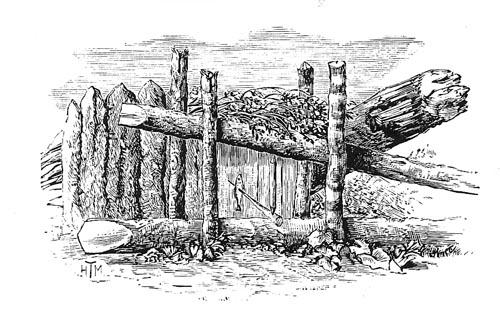
Bäverfälla, 1892.

Stockfälla är en typ av jaktfälla med ett giller. Den kan vara en dödande fälla (slagfälla) eller en fälla för levande fångst.
En stockfälla har ett giller med bete för att locka till sig bytesdjuret, vilket utlöser antingen en dörr som faller ned och låser in bytesdjuret eller en stock som faller ned och dödar det. I Nordamerika har också använts en typ av stockfällor för markfåglar utan gillrad dörr, som bygger på att en fågel lockas in genom en trång öppning i marknivå och sedan inte hittar ut.
Jakt med fällor, inklusive snaror, var in på 1800-talet den vanligaste jaktmetoden. Numera är denna jaktmetod mest använd  för jakt på pälsdjur som mård, mink och räv.

## Reglering i Sverige av jakt med fällor
För att jaga med fällor i Sverige, inklusive stockfällor, krävs att fällorna är godkända av Naturvårdsverket. I vissa fall, som beträffande slagfälla för bäver, krävs att viss utbildning genomgåtts. De fällor som används ska vara märkta med typbeteckning och med uppgifter om ägaren.